# Aulacomerus nigriceps
Aulacomerus nigriceps – gatunek błonkówki z rodziny Pergidae.

## Zasięg występowania
Ameryka Południowa. Znany z Brazylii oraz Chile.